# Festival international Nuits d'Afrique
Le Festival international Nuits d'Afrique est un festival de musiques africaines, caribéennes et latines ayant lieu tous les ans au mois de juillet dans la ville de  Montréal (Québec). Le festival a été fondé en 1987 par Lamine Touré. Il se déroule dans le Quartier des spectacles.
De nombreux musiciens renommés s'y sont produits tels que Tiken Jah Fakoly, Femi Kuti, Corneille, Amadou et Mariam, King Sunny Ade, Youssou N'Dour, Alpha Blondy, Tété, Kassav, Chico Trujillo, Naâman, Daymé Arocena, Emel Mathlouthi, Tabou Combo, Thomas Mapfumo, Habib Koité, Baaba Maal, Lokua Kanza ou encore Salif Keita.

## Description
Souvent considéré comme le plus grand festival de musiques du monde d'Amérique du Nord,  Nuits d'Afrique invite de nombreux artistes issus de diverses régions du monde et notamment du continent Africain, des Caraïbes et d'Amérique Centrale et du Sud. 
Le festival propose des concerts dans diverses salles de spectacles : Club Balattou, MTELUS, le National, La Tulipe, Théâtre Fairmont..., ainsi qu'une programmation de concerts en extérieur et de diverses activités (ateliers initiatiques, marché artisanal...) au sein du Quartier des Spectacles. 

## Histoire
Lamine Touré, originaire de la Guinée, arrive à Montréal en 1974 où il fonde deux ans plus tard un bar nommé Café Créole destiné à la musique africaine. Ce bar qui a opéré jusqu'en 1981 est le lieu de rencontre des africains,. En 1986, il fonde un nouveau bar, situé sur le boulevard Saint-Laurent, nommé le Club Balattou ce qui signifie bal à tous. Son objectif est de faire connaître au public montréalais la culture africaine ainsi que les musiques ascendantes telles que celles de l'Afrique, des Antilles et de l'Amérique latine. Avec cette vision, il décide de fonder en juillet 1987, le festival Nuits d'Afrique.
En 1995, la portion extérieure du festival déménage à la place Émilie-Gamelin. Depuis 2011, l’événement se déroule dans le Quartier des spectacles. 
En 2022, le festival fait controverse dû au choix d'une porte-parole blanche, soit Mélissa Lavergne, connue comme percussionniste et animatrice de l'émission Belle et Bum. Le choix en question a suscité des réactions négatives sur les réseaux sociaux et le retrait de Lavergne au titre de porte-parole. Lors du dévoilement de la programmation 2022, Lamine Touré en profite pour s'exprimer sur la controverse et mentionne que le rôle de porte-parole a été tenu dans le passé par des personnalités n’ayant pas de racines africaines comme Louise Forestier, Francine Grimaldi ou encore Chantal Jolis. 

### Dates et faits marquants
- 1987 : première édition du Festival International Nuits d'Afrique au Club Balattou[8].
- 1990 : début de la programmation extérieure du festival sur le boulevard Saint-Laurent[8].
- 1995 : relocalisation du site extérieur du festival à la place Emilie-Gamelin[8].
- 2011 : déménagement du site extérieur au Parterre du Quartier des Spectacles[8].
- 2014 : représentation officielle du Québec au premier Atlantic Music Expo au Cap Vert[8].
- 2015 : le festival se classe parmi les 10 événements majeurs de la métropole en raison de son achalandage et de son rayonnement international[8].
- 2016 : agrandissement du site sur l'Esplanade Clark et création du Prix Nuits d'Afrique pour la Francophonie décerné chaque année[8].

## Prix et distinctions
- 1999 : Prix Rideau développement (initiative)[9]
- 2005 : Grand prix du tourisme québécois - Lauréat de la région de Montréal dans la catégorie Festival et événement touristique - Budget d'exploitation de 500 000 $ ou plus[10]
- 2007 : Grand prix du tourisme québécois - Lauréat de la région de Montréal - Prix Canal Évasion - Festival et événement touristique - Budget d'exploitation de moins de 1 M $[11]
- 2012 : Lamine Touré, Président-Fondateur, reçoit le Prix Reconnaissance du public - Horizons Sud & Services pour son impliocation dans le rayonnement de la culture africaine au Québec[12]
- 2013 : Lamine Touré, président-Fondateur est nommé Chevalier de l'Ordre national du Québec[12]
- 2017 : Lamine Touré reçoit la médaille de l'Assemblée nationale[12]
- 2018 : nomination de Lamine Touré, président-Fondateur à l'Ordre du Canada[12]
- 2022 : prix du jury remis aux Productions Nuits d'Afrique à l'occasion du Grand Prix du Conseil des Arts de Montréal[12]

## Actions autres et programmation à l'année
Chaque année, en parallèle du festival, les Productions Nuits d'Afrique coordonnent plusieurs projets musicaux divers.

### Sylis d'Or de la musique du monde
Les Sylis d'Or de la musique du monde est un événement musical annuel inauguré en 2007 qui, au cours des mois de mars et d'avril, se donne pour mission de révéler des artistes émergents de la scène montréalaise, et de valoriser la richesse multiculturelle de Montréal.
Les lauréats de l'événement se partagent chaque année des honneurs et prix d'une valeur de 50 000$.

### Label Disques Nuits d'Afrique
Le Label Disques Nuits d'Afrique a été fondé le 15 juin 1999 et est distribué à travers le Canada par Distribution Select. Il se consacre quasi exclusivement aux musiques dites du monde, et plus spécifiquement aux musiques d'ascendances africaines.